# Bosone il Vecchio
Bosone noto come Bosone il Vecchio (800 circa – 855 circa) fu un duca dei Franchi, conte del Vallese, conte di Arles ed anche conte in Italia.
Capostipite della dinastia Bosonide, dalla sua discendenza ebbero origine conti, duchi, abati e vescovi durante tutte l'epoca carolingia.

## Origine
Dei suoi ascendenti non si hanno notizie, anche se alcuni lo indicano come figlio d'un tal Teodebaldo di Borgogna o d'Antibes, detto il Vecchio.

## Biografia
Della sua vita si hanno scarse notizie: secondo lo storico René Poupardin, esperto in Alto Medioevo, Bosone, nell'826, ricevette da Ludovico il Pio dei territori nei dintorni di Biella nella contea di Vercelli. L'anno seguente, Bosone intervenne comme missus a Torino per una questione concernente i monaci dell'Abbazia di Novalesa.
Bosone morì prima dell'855 poiché in questa data sua figlia, Teutberga, era passata sotto la tutela del fratello, Uberto del Vallese.

## Discendenza
Della moglie di Bosone non si conoscono né gli ascendenti né il nome (ma secondo alcuni storici si chiamava Engeltrude). Bosone il Vecchio da Engeltrude ebbe quattro figli:
- Teutberga (?-876), che, secondo il cronista Reginone aveva almeno due fratelli[3], ed era andata in sposa al re di Lotaringia, Lotario II[5]
- un'altra figlia, che si chiamava forse Richilde (?-?), sposò Bivin di Vienne, e la loro figlia, Richilde sposò l'imperatore Carlo il Calvo.
- Bosone (820/5-874/8), conte del Vallese, dall'855, che verso l'850, aveva sposato Engeltrude d'Orleans, la quale dopo averlo lasciato ed aver vagabondato per sette anni,[6] si era unita (divenendo bigama) con un suo vassallo di nome Wangran[7]
- Uberto del Vallese (?-864), abate dell'abbazia di Saint Maurice-in-Valais, che si ribellò a Lotario II.[8]

Secondo un'altra teoria tra i suoi figli c'era: 
- Bivin di Vienne ( ca. 830–863/9), al posto di Richilde

### Fonti primarie
- (LA) Monumenta Germaniae Historica, tomus I. URL consultato l'11 ottobre 2012 (archiviato dall'url originale il 27 agosto 2011).

### Letteratura storiografica
- René Poupardin, I regni carolingi (840-918), collana Storia del mondo medievale, vol. 2, 1999,  pp. 583-635.
- (FR) Christian Settipani, La Préhistoire des Capétiens, Première Partie: Mérovigiens, Carolingiens et Robertiens..
- (EN) Pierre Riché, The Carolingians, a family who forged Europe.